# Labyrinth (EP)
Labyrinth (estilizado como 回:LABYRINTH) es el octavo EP del grupo surcoreano femenino GFriend. Fue publicado el 3 de febrero de 2020 por Source Music y distribuido por kakao M. Contiene seis canciones e incluye el sencillo principal «Crossroads». El lanzamiento fue su primer álbum en siete meses, tras Fever Season, y también fue el primer proyecto del grupo desde que la compañía Big Hit Entertainment adquiriera Source Music en 2019. Musicalmente, es un disco K-pop con influencias de varios estilos y géneros incluyendo el synth-pop, EDM y rock. Comercialmente, el EP debutó en el primer lugar de la Gaon Album Chart. GFriend lo promocionó con presentaciones en vivo en programas de música de Corea del Sur.

## Antecedentes y lanzamiento

Logo del EP Labyrinth, de GFriend.

El día del lanzamiento, el grupo realizó una exhibición para promover el álbum en el Yes24 Live Hall en Gwangjin-gu, Seúl, que se transmitió a través de la aplicación V Live de Naver. Se canceló la asistencia del público para evitar la propagación de coronavirus, por lo que los boletos fueron reeembolsados. GFriend continuó con la promoción del disco con presentaciones de «Crossroads» y «Labyrinth» en varios programas de música de surcoreanos, que inició el 7 de febrero en M Countdown! de la cadena Mnet. Posteriormente actuó en Music Bank de KBS y en Inkigayo de SBS. El 11 de febrero, el sencillo principal obtuvo su primer premio en The Show de SBS MTV, con lo que la cuenta total de victorias de GFriend desde su debut alcanzó las 60. En la última semana de promoción del álbum, el grupo interpretó la canción «Labyrinth» en lugar de «Crossroads». El 23 de febrero, GFriend canceló un evento para su fanáticos debido al brote de coronavirus en Corea del Sur.

## Recepción
Tamar Herman de Billboard describió al sencillo principal «Crossroads» como un tema synth-pop que es esencialmente GFriend por su melodía. Hwang Sun-Up de IZM comparó el sonido del grupo con el de la escena musical coreana y declaró que «el K-Pop se ha convertido en un fenómeno global y las compañías está buscando compositores internacionales para producir ritmos de moda. Sin embargo, GFriend siempre estuvo fuera del entorno mainstream». Además, añadió que «ha estabilizado una identidad única más que cualquier otro grupo».

## Lista de canciones
| N.º   | Título                         | Escritor(es)                                                   | Música                                                                                      | Duración |  |
| 1.    | «Labyrinth»                    | "Hitman" Bang, Cho Yoon-kyung, Noh Joo-hwan, ADORA, Sophia Pae | Noh Joo-hwan, Lee Won-jong, Kim Jung-woo, FRANTS, Sophia Pae, Carlos K, ADORA, Kim Yeon-seo | 3:21     |  |
| 2.    | «Crossroads» (교차로)          | Noh Joo-hwan                                                   | Noh Joo-hwan, Lee Won-jong                                                                  | 3:23     |  |
| 3.    | «Here We Are»                  | Jeong Ho-hyeon (e.one)                                         | Jeong Ho-hyeon (e.one)                                                                      | 3:27     |  |
| 4.    | «Eclipse» (지금 만나러 갑니다) | SCORE (13), MEGATONE (13), DOOR (13)                           | SCORE (13), MEGATONE (13), DOOR (13)                                                        | 3:25     |  |
| 5.    | «Dreamcatcher»                 | Kim Yeon-seo, Dvwn, minGtion                                   | Kim Yeon-seo, Dvwn, minGtion                                                                | 3:18     |  |
| 6.    | «From Me»                      | Noh Joo-hwan, Jeina Choi, "hitman" bang                        | Noh Joo-hwan, Lee Won-jong                                                                  | 3:41     |  |
| 20:35 |                                |                                                                |                                                                                             |          |  |